# Bonsucesso Futebol Clube
El Bonsucesso Futebol Clube es un club de fútbol brasilero del barrio de Bonsucesso, en la ciudad de Río de Janeiro. Fue fundado en 1913 y jugará en el Campeonato Carioca - Serie B1 en 2025, tras el subcampeonato de la Serie B en 2024.

## Historia
El Bonsucesso Futebol Clube fue fundado en 12 de octubre de 1913. En 1919, ganó el Campeonato Carioca de la Liga Suburbana, su mayor título de primera división en gramados cariocas. En 1921, conquistó la segunda división de la Liga Metropolitana de Desportos Terrestres (LMDT) y llegó a la final de la primera división en 1924. Entre 1926 y 1928, fue tricampeón de la segunda división de la Associação Metropolitana de Esportes Atléticos (AMEA). Su debut en la primera división ocurrió en 1929, cuando superó al Flamengo en la clasificación final.
En la década de 1930, logró importantes victorias, como un 5-0 al Flamengo en el Torneo Preparativo de 1932 y la tercera posición en el Carioca de 1933, superando a clubes como America y Flamengo. Participó también en el primer Torneo Río-São Paulo, en 1933, destacando con goleadas sobre equipos paulistas. En 1937, fue miembro fundador de la Liga de Futebol do Rio de Janeiro, y en 1939 conquistó el Campeonato Carioca Juvenil.
En las décadas de 1950 y 1960, logró títulos como el Torneo Triangular de Araguari (1954), el Torneo Adroaldo Ribeiro Costa en Salvador (1959), y el Torneo Pentagonal de Tampico en México (1963). En el Campeonato Carioca de 1965, alcanzó la sexta posición. En 1975, fue tercero en el Trofeo Conde de Fenosa en España.
En 1980 y 1983, participó en la Taça de Prata, equivalente a la Serie B, y fue campeón de la segunda división carioca en 1981 y 1984.
En 2011, ganó el Campeonato Carioca de la Serie B. En 2013, logró el subcampeonato de la Serie B y ascendió nuevamente a la Serie A. En su centenario, en 2014, permaneció en la primera división.
En 2019, conquistó la Copa Río, y en 2024 fue subcampeón de la Serie B2, logrando el ascenso a la Serie B1 para 2025.

## Estadio
El primer campo del club fue inaugurada el 3 de febrero de 1918, en la Rua Uranos, con el partido Bonsucesso FC 3-4 River FC, siendo el árbitro Máximo Martins. Su segundo campo se ubicaba en la Avenida dos Democráticos, inaugurado el 3 de mayo de 1927, con el partido Bonsucesso 4-1 Olaria.
En 1929, el club estrenó su nueva plaza de deportes para la 1ª división carioca de la AMEA, el Campo da Estrada do Norte, que posteriormente se transformó en el Estadio de Teixeira de Castro (Av. Teixeira de Castro) y actualmente se denomina Estadio Leônidas da Silva. El 29 de junio de 1947 se inauguraron las nuevas gradas de concreto y la nueva zona social. El día festivo estuvo marcado por dos partidos: el principal Bonsucesso 3-2 Madureira y el posterior, Botafogo 5-5 Fluminense.

## Jugadores
A lo largo de sus 111 años de historia, el Bonsucesso Futebol Clube ha sido cuna de grandes figuras del fútbol brasileño, destacándose entre ellos Leônidas da Silva, conocido como el "Diamante Negro", considerado el mejor jugador en la historia del club, y Gradim, destacado futbolista de las décadas de 30 y 40. Por el Bonsucesso también pasaron otros nombres ilustres como Maurício (exjugador del Botafogo) y Jair Pereira (quien militó en el Vasco da Gama).
En conmemoración al centenario del club, celebrado en 2013, se reconoció a los 100 jugadores más destacados que han vestido la camiseta rubroanil. Estos futbolistas recibieron un certificado de servicios prestados al club en una ceremonia realizada en su sede social. Entre los homenajeados se encontraban figuras como Edson Cegonha, exjugador destacado de Corinthians y São Paulo y que empezó su carrera en el cub; Gibira, destacado por su carrera en equipos del noreste de Brasil; y Camilo, autor del gol que aseguró la conquista de la Taça Santos Dumont durante el año del centenario.
Bonsucesso también ha tenido una notable representación en la selección nacional de Brasil, destacándose jugadores como los anteriormente mencionados Leônidas da Silva, Gradim; Newton Canegal, Rui Campos, Barbosa y Nelinho, entre otros, algunos de los cuales alcanzaron a jugar en la selección posteriormente a su paso por el Bonsucesso.

## Entrenadores
Ground Commitees
- Adriano Pitta, Guarany de Carvalho y João Arantes (1917)[53]
- Manoel Caballero, Alfredo Carvalho e Augusto Freire (1919)[54]

Directores técnicos
- Gentil Cardoso (enero de 1939–octubre de 1939)[55][56][57][58]
- Juca (abril de 1941)[59][60]
- Gentil Cardoso (abril de 1941–junio de 1941)[61][62]
- Gradim (junio de 1941–abril de 1942)[62][63]
- Durval Caldeira (febrero de 1948–febrero de 1949)[64][65]
- Cambuí (interino- febrero de 1949–marzo de 1949)[66][67]
- Gradim (marzo de 1949–marzo de 1951)[67][68]
- Hilton Santos (marzo de 1951–junio de 1951)[68][69][70]
- Durval Caldeira (junio de 1951–septiembre de 1951)[70][71]
- Gentil Cardoso (septiembre de 1951–mayo de 1952)[72][73]
- Otto Glória (mayo de 1952–1952)[74]
- Lourival Lorenzi (1952–agosto de 1952)[75][76]
- Claudionor Boaventura (agosto de 1952–octubre de 1952)[76][77]
- Corte Real (interino- octubre de 1952)[77]
- Alfinete (octubre de 1952–enero de 1953)[77][78][79]
- Aureo Nazareno (enero de 1953–marzo de 1953)[79][80]
- Sílvio Pirilo (marzo de 1953–enero de 1956)[80][81]
- Gentil Cardoso (febrero de 1956–febrero de 1957)[82][83]
- Nilton Cardoso (febrero de 1957–febrero de 1958)[83][84]
- Daniel Pinto (febrero de 1958–noviembre de 1959)[84][85]
- Brandãozinho (interino- noviembre de 1959–?)[85]
- Duque (enero de 1969–septiembre de 1969)[86][87]
- Paulo Emílio (octubre de 1969–?)[88][89]
- Gradim (enero de 1980–?)[90]
- Brito (enero de 1981–enero de 1982)[91][92]
- Alcir Portela (enero de 1982–?)[93]
- Alcir Portela (septiembre de 1983–octubre de 1983)[94][95]
- Edson Barbosa (octubre de 1983–noviembre de 1983)[95][96]
- Nélson Neves (noviembre de 1983–1983)[96][97]
- Heraldo (agosto de 1985–?)[98]
- Marcelo Cabo (2007–septiembre de 2007)[99][100]
- Badu (interino- septiembre de 2007–octubre de 2007)[101][102]
- Dário Lourenço (octubre de 2007–noviembre de 2007)[103]
- Ronald Cabral (2008–agosto de 2008)[104]
- Carlos Tozzi (agosto de 2008)[104][105]
- Ademir Fonseca (agosto de 2008–2008)[105][106][107]
- Ronald Cabral (junio de 2009–noviembre de 2009)[108][109]
- Zé Rubens (enero de 2010–febrero de 2010)[110][111][112]
- Flavio Annunziata (febrero de 2010–marzo de 2010)[111][113][112]
- Toninho Barroso (marzo de 2010–mayo de 2010)[113][114][112]
- Ronald Cabral (mayo de 2010–julio de 2010)[115][116][112]
- Lucho Nizzo (julio de 2010)[117][118][112]
- Sérgio Cosme (julio de 2010–agosto de 2010)[118][119][112]
- Manoel Neto (enero de 2011–octubre de 2011)[120][121]
- Wilson Gottardo (octubre de 2011–febrero de 2012)[122][123]
- Marcão (febrero de 2012–abril de 2012)[124][125]
- Baiano (julio de 2012–agosto de 2012)[126][127]
- Orlando Caulim (agosto de 2012–diciembre de 2012)[128][129]
- Ricardo Barreto (diciembre de 2012–febrero de 2014)[129][130]
- Alfredo Sampaio (febrero de 2014–marzo de 2014)[130][131]
- Caio Couto (enero de 2015 febrero de 2015)[132][133]
- Julio Marinho (febrero de 2015)[133][134]
- Marcelo Salles (febrero de 2015–abril de 2015)[134][135]
- Marcelo Salles (agosto de 2015–diciembre de 2015)[136][137]
- Mário Marques (diciembre de 2015–marzo de 2016)[138][139]
- Toninho Andrade (marzo de 2016–abril de 2016)[140][141]
- Josimar (noviembre de 2016–2016)[142]
- Heron Ferreira (diciembre de 2016–febrero de 2017)[143][144][145]
- Marcelo Salles (octubre de 2017–enero de 2018)[146][147]
- Toninho Andrade (enero de 2018–junio de 2018)[148][149]
- Emanoel Sacramento (junio de 2018–noviembre de 2018)[149][150]
- Ney Barreto (agosto de 2020–octubre de 2020)[151][152]
- Paulo Veltri (octubre de 2020)[153][154]
- Rogério Pina (octubre de 2020–noviembre de 2020)[155][156]
- Marcus Amoroso (noviembre de 2020–2021)[157][158]
- Ademilson Brito (junio de 2022–noviembre de 2022)[159][160]
- Cleimar Rocha (julio de 2023–octubre de 2023)[161][162]
- Toninho Andrade (octubre de 2023–marzo de 2024)[162][163][164]
- Vinicius Almeida (julio de 2024–octubre de 2024)[165][166]
- Luciano Quadros (octubre de 2024–diciembre de 2024)[167][5]

## Presidentes
- José João de Araújo (1930–1932)[168][169][170]
- Domingos Caruso (1941)[171]
- Fuad Bunaum (1968–?)[172]
- Roberto Martins (?–2008)[173]
- Zeca Simões (2008–2017)[174][175][176]
- Ary Amâncio (2017–2020)[177]
- Nilton Bittar (2020–2022)[178][179]
- Marcelo Etiene (interino- 2022)[179][180]
- Cláudio Menezes (interino- 2022)[181]
- Jorge Ribeiro Marques (2022–2023)[182][183]
- Claudio Menezes (interino- 2023–2024)[183]
- George Joaquim (2024–presente)[4]

## Rivalidades
El Bonsucesso Futebol Clube y el Olaria Atlético Clube mantienen una histórica rivalidad, conocida como el "Clásico Leopoldinense", que representa los enfrentamientos entre ambos equipos, cuyos barrios de origen, Bonsucesso y Olaria, están ubicados en la Zona de la Leopoldina, en Río de Janeiro. Es considerado el enfrentamiento más antigo entre equipos suburbanos del Estado.
El primer enfrentamiento entre Bonsucesso y Olaria tuvo lugar el 16 de febrero de 1916 en un partido amistoso disputado en el Campo del Olaria, con victoria para Bonsucesso por 4-1. El primer encuentro oficial se jugó el 23 de junio de 1918, válido por la Liga Suburbana de Fútbol/Segunda División, y terminó en empate 2-2. Por su parte, el primer partido en la Primera División del Campeonato Carioca se celebró el 15 de mayo de 1932, con triunfo de Bonsucesso por 1-0.

## Palmarés
Internacionales
- Torneo Pentagonal de Tampico: 1963

Interestatales
- Torneo Triangular de Araguari: 1954
- Torneo Adroaldo Ribeiro Costa: 1959
- Torneo Quadrangular de Feira de Santana: 1961[189]

Estatales
- Copa Río (1): 2019
- Segunda División del Campeonato Carioca: 1921, 1926, 1927, 1928, 1981, 1984, 2011
- Tercera División del Campeonato Carioca: 2003[190]

Municipales
- Liga Suburbana de Football: 1919[191]
- Torneo Suburbano de Bonsucesso: 1915[192]
- Torneo Paulo Rodrigues: 1967[193]
- Torneo Valdir Benevento: 1976[194]
- Torneo Incentivo Manoel Gomes da Silva: 1982[195]